# Barrage de Chollet
Le barrage de Chollet est une centrale hydroélectrique en projet avec une capacité prévue de 600 MW pour une hauteur de 108 m (chute de 85 m). 

## Situation
Le barrage sera mis en place sur la rivière Dja/Ngoko, à cheval du Cameroun et du département congolais de la Sangha, au nord du pays. Son chantier devrait démarrer avant la fin de 2018
 (juin 2021).
.
| \| 500 km1:18 610 000 \| Lom-Pangar (30 Mw) Édéa(276,4 Mw) Mekin (15 Mw) Memve'ele (211 Mw) Mokolo (?? Mw) Song Loulou (384 Mw) Mapé (??? Mw) Lagdo (72 Mw) Chollet (600 Mw) |
| 500 km1:18 610 000 |

| Centrales hydroélectriques existantes        |
| Centrales hydroélectriques en projet         |
| (192 Mw) Capacités installées (en Mégawatts) |

## Partenaires
Ce projet de houille blanche est le sujet d'un accord entre le Cameroun et le Congo, qui ont formé un comité entre-États pour sa gestion, et sera bâti par la société chinoise Sinohydro, à un coût estimé de 700 millions de dollars (354-670 milliards de francs CFA).

## Rôle régional
La centrale sera un composant des réseaux électriques des deux pays frontaliers ainsi que la sous-région de l'Afrique centrale (Gabon, Centrafrique) à l'avenir.